# مهترلام
مِهتَرلام مرکز ولایت لَغمان کشور افغانستان است.
این شهر تنها شهر در این ولایت می‌باشد. مهترلام در ۱۰۰ کیلومتری شرق کابل و در دره‌ای قرار دارد که توسط دو رود علی‌شِنگ و علینگار به وجود آمده‌است. در مهترلام موتر وجود ندارد.
پس از تغییرات در تقسیمات کشوری در افغانستان در سال ۱۹۶۴ میلادی، ولایت لغمان نیز در همان سال در ناحیهٔ لغمانات تشکیل شد و مرکز آن شهر مهترلام مقرر گردید.
از نقاط دیدنی این شهر، زیارت مهترلام بابا است. اصل گنبد این زیارتگاه بسیار قدیمی است اما در زمان امیر حبیب‌الله خان یک بار ترمیم گردیده ولی اکنون تقریباً ۱۵٪ آن به حالت ویران است.

## جستار های وابسته
- فهرست شهرهای افغانستان
- ولایت لغمان
- دانشگاه لغمان